# Xã Madison, Quận Butler, Ohio
Xã Madison (tiếng Anh: Madison Township) là một xã thuộc quận Butler, tiểu bang Ohio, Hoa Kỳ. Năm 2010, dân số của xã này là 8.448 người.